# جوليان بويد
جوليان بويد (2 فبراير 1990 بنيويورك في الولايات المتحدة - ) (بالإنجليزية: Julian Boyd) هو لاعب كرة سلة أمريكي في مركز هجوم صغير الجسم.

## وصلات خارجية
- جوليان بويد على موقع الدوري التايواني الممتاز لكرة السلة (الصينية)
- جوليان بويد على موقع كرة السلة الأوروبية.كوم (الإنجليزية)
- جوليان بويد على موقع كلية كرة السلة في سبورتس رفرنس.كوم (الإنجليزية)
- جوليان بويد على موقع ريلجم (الإنجليزية)
- جوليان بويد على موقع بروبوليرز (الإنجليزية)
- جوليان بويد على موقع سبورتس رفرنس (الإنجليزية)